# 捷斯尼夫卡 (沃倫斯基新城區)
50°36′9″N 27°56′47″E / 50.60250°N 27.94639°E
捷斯尼夫卡（烏克蘭語：Теснівка），是烏克蘭北部的村莊，隸屬日托米爾州的茲維亞赫爾區。該村始建於1670年，面積2.28平方公里，海拔高度219米，2001年人口394，人口密度每平方公里172.66人。